# Hatem Ben Othman
Pour les articles homonymes, voir Ben Othman.
Hatem Ben Othman, né le 11 septembre 1953 à Sidi Bou Ali, est un écrivain et homme politique tunisien.

## Biographie
Hatem Ben Othman est docteur en littérature de langue arabe et ses recherches portent sur la mondialisation de la culture.
Du 16 novembre 1994 au 9 octobre 1997, il est ministre de l'Éducation dans le gouvernement de Hamed Karoui.
En 1998, il est nommé ambassadeur de Tunisie en Jordanie. En 1999, il devient président du Conseil supérieur de la communication puis, en 2001, président de l'Organisation tunisienne pour l'éducation et la famille jusqu'en 2007.

## Publications
- (ar) Une langue à la recherche de son territoire, Tunis, Maison maghrébine d'édition, 2006.
- (ar) Misère de la mondialisation, Tunis, Centre de publication universitaire, 2003.
- (ar) Mondialisation et culture, Beyrouth, Maison arabe d'étude et de diffusion, 1999.